# Homocore
Homocore (укр. ґомокор) — анархо-панк-журнал, створений Томом Дженнінгсом і Діком (Денієлем) Нігілсоном і видавався в Сан-Франциско з 1988 по 1991 рік. Один із перших квір-журналів, Homocore був спрямований на хардкорну, панк-гей-молодь. Видання було відзначено популяризацією квіркор-руху на західному узбережжі США.

## Історія
Слово «гомокор» придумали Г. Б. Джонс і Брюс Лабрюс у квір-панк-журналі J.D.s у Торонто. Термін цього слова телескопія, тобто поєднання слів (гомосексуальність та хардкор), і використовується як опис їхньої аудиторії: безправних квір-хардкор-панків. Слово вперше з'явилося в випуску JDs №1 у 1985 році.
Том Дженнінгс запозичив слово «гомокор» після того, як він і співредактор Дік Нігілсон зустрілися з Джонсом і Лабрюсом на Anarchist Survival Gathering (Анархістському зібранні за виживання) в 1988 році в Торонто. Натхненні редакторами JDs та іншими анархістами, Дженнінгс і Нігілсон повернулися до Сан-Франциско і заснували журнал «Homocore».
Перший випуск вийшов у вересні 1988 року. Хоча їхньою початковою аудиторією були квір-андеграунди в районі Сан-Франциско, але листи, опубліковані в наступних випусках, надходили від читачів з усього світу. У Homocore зображали письменників/ць, художниць/ків та групи, такі як анархо-панк група The Apostles, фотограф Даніель Ніколетта, власник лейблу Chainsaw Records і музикант Донна Дреш, письменник і засновник Lookout Records Ларрі Лівермор, Брюс Лабрюс та Дж. Б. Джонс. Стів Еббот вперше опублікував уривки з роману «The Lizard Club» у Homocore. Пишучи для «The Village Voice», автор Денніс Купер у 1990 році розпочав своє дослідження квір-зину, що тоді зароджувався, з огляду цього журналу, зазначивши, що «Homocore — це чималий та найінформативніший із журналів».
Згодом було опубліковано 8 номерів, протягом 16 місяців, та відбулося закриття видавництва у лютому 1991 року. Дивний випуск під назвою Bad Poetry Issue #5½ був результатом використання газетного паперу великого розміру. Редактори також організовували заходи Homocore, на яких виступали такі гурти, як Fugazi, MDC, Beat Happening і Comrades In Arms. Короткометражний фільм Ґрети Снайдер «Shred Of Sex» 1991 року був знятий у штаб-квартирі Homocore.

## Вплив та культурне значення
Homocore грав велику роль у популяризації руху Квіркор, особливо на західному узбережжі Північної Америки. У своїй книзі «DIY: The Rise and Fall of Lo-Fi Culture» Емі Спенсер заявила, що «зини визнають, що їхнє походження походить безпосередньо від існування J.D.s і Homocore». Також Спенсер писала, що Homocore та подібні журнали стали «обов'язковим матеріалом для читання» для тих, хто розчарувався в інших більш мейнстрімових гей-виборах.
У своїй книзі, присвяченій аналізу журналів, Стівен Данкомб пояснює: «Наприклад, квір-панк-рокери відчувають себе не представленими як у переважно гетеро панк-зинах, так і в ліберально-асиміляційній пресі геїв та лесбійок. Тому вони використовують такі журнали, як Homocore та J.D.s, як віртуальні місця зустрічей, місця для спілкування, визначають та повідомляють, ким вони є, і нагадують собі та іншим, що вони не самотні». Крістофер Вайлд в есе 2007 року для «Queer Life» сказав, що «Homocore №7», останній номер, який «найбільше запам'ятовується з усіх квір-зинів» і «закріпив його репутацію лідера в еволюції радикальної квір-сцени».

## Випуски
- Homocore #1, Вересень 1988
- Homocore #2, Грудень 1988
- Homocore #3, Лютий 1989
- Homocore #4, Червень 1989
- Homocore #5, Грудень 1989
- Homocore #5½
- Homocore #6, Травень 1990
- Homocore #7, Лютий 1991